# Slutjaj v tajge
Slutjaj v tajge (russisk: Случай в тайге, da.: Sagen i tajgaen) er en sovjetisk film fra 1953 instrueret af Jurij Jegorov og Jurij Pobedonostsev.

## Handling
En ung zoolog, Andrej Sazonov (spillet af Boris Bitjukov) kommer fra hovedstaden til en pelsvirksomhed i Sibirien for at introducere en ny forædlingsmetode for zobel, som han har udviklet. Andrej anklager den bedste af jægerne tilknyttet i området for krybskytteri, der herefter må forlade pelsvirksomheden. Sazonov befinder sig herefter i en vanskelig position.

## Medvirkende
- Rimma Sjorokhova som Jelena Sedykh
- Boris Bitjukov som Andrey Sazonov
- Aleksandr Antonov som Fyodor Volkov
- Anatolij Kubatskij som Nikita Stepanytj
- Gombozhap Tsydynzhapov som Bogduyev